# سطح بيني

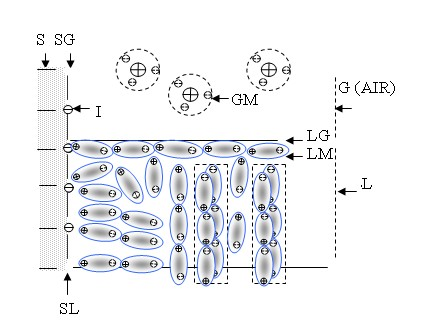
الأسطح البينية عند حدود المادة الصلب والسائلة والغازية

في العلوم الفيزيائية، السطح البيني(interface)هو الحد الفاصل بين منطقتين مكانيتين تشغلهما مادة مختلفة، أو مادة في حالات فيزيائية مختلفة. يسمى السطح البيني بين المادة والهواء، أو المادة والفراغ "السطح"، ويُدرس في علم السطوح.  في حالة التوازن الحراري، تسمى المناطق المتلامسة "الأطوار"، ويسمى السطح البيني حد الطور. مثال على السطح البيني خارج التوازن هو الحدود الحبيبية في المادة متعددة الكريستالات. تعتمد أهمية السطح البيني على نوع النظام. كلما زادت نسبة مساحة / حجم، زاد تأثير السطح البيني. وبالتالي، يعد السطح البيني مهم جدًا في الأنظمة ذات نسب مساحة/حجم السطح البيني الكبيرة ، مثل الغرويات.
يمكن أن تكون السطوح البينية مسطحة أو منحنية.
قد تسبب السطوح البينية ظواهر بصرية مختلفة، مثل الانكسار. تعمل العدسات البصرية كمثال للتطبيق العملي للسطح البيني بين الزجاج والهواء.
أحد أنظمة السطوح البينية الموضعية هو السطح البيني الغازي السائل بين الهباء الجوي وجزيئات الغلاف الجوي الأخرى.
السطح البيني، الذي يفصل بين طورين من المادة، قد تكون أحدهما صلبة أو سائلة أو غازية. السطح البيني ليس سطحًا هندسيًا ولكنه طبقة رقيقة لها خصائص تختلف عن خصائص المواد السائبة على جانبي السطح البيني. السطح البيني الشائع هو ذلك الموجود بين جسم مائي والهواء، والتي تظهر خصائص مثل التوتر السطحي، والذي يعمل بواسطته السطح البيني إلى حد ما مثل غشاء مرن ممتد. تشمل تأثيرات السطح البينية، أو العمليات التي تحدث في السطوح البينية تبخر السوائل، وعمل المنظفات والمحفزات الكيميائية، وادمصاص الغازات على المعادن. كما يُعرَّف السطح البيني الصلب بأنه عدد صغير من الطبقات الذرية التي تفصل بين مادتين صلبتين في اتصال وثيق مع بعضهما، حيث تختلف الخصائص بشكل كبير عن خصائص المادة السائبة التي تفصلها.

## طالع أيضًا
- علم الغروانية والسطوح البينية
- علم السطوح